# 金山町立東第二小学校
金山町立東第二小学校 （かなやまちょうりつ ひがしだいにしょうがっこう）は、かつて岐阜県益田郡金山町（現・下呂市）に存在した公立小学校。

## 概要
- 校区は旧・郡上郡東村北部（卯野原、弓掛など）であった。岩屋ダムの建設により校区の住民が集団離村したため、1971年、東第一小学校に統合され廃校。校舎もダム湖に没した。

## 沿革
- 1873年（明治6年）6月 - 卯野原村に卯野原義校が開校する。
- 1876年（明治9年） - 卯野原義校と弓掛義校が統合され、卯野原学校となる。
- 1881年（明治14年） - 卯野原中等小学校に改称する。
- 1886年（明治19年） - 卯野原簡易科小学校に改称する。
- 1897年（明治30年） - 
  - 弓掛村、卯野原村、乙原村、岩瀬村、祖師野村、戸部村、東沓部村が合併し、東村が発足。
  - 　卯野原尋常小学校に改称する。
- 1898年（明治31年） - 農業補習学校を併設する。
- 1908年（明治41年） - 東第二尋常小学校に改称する。
- 1914年（大正3年） - 弓掛分教場を設置。
- 1917年（大正6年） - 新築移転。
- 1941年（昭和16年）4月1日 - 東第二国民学校に改称する。
- 1947年（昭和22年）4月1日 - 東村立東第二小学校に改称する。
- 1955年（昭和30年）3月1日 - 武儀郡金山町、菅田町、益田郡下原村、郡上郡東村が合併し、益田郡金山町が発足。同時に金山町立東第二小学校に改称する。
- 1971年（昭和46年）3月27日 -　岩屋ダム建設による集団離村により廃校。弓掛分校は東第一小学校に移管される。